# İller Bankası Bayan Voleybol Takımı
İller Bankası Bayan Voleybol Takımı – żeński klub piłki siatkowej z Turcji. Został założony w 1995 roku z siedzibą w Ankarze. Występuje w Voleybolun 1.Ligi. 